# Jorge Larena-Avellaneda Roig
Jorge Larena (Las Palmas de Gran Canaria, 29 settembre 1981) è un ex calciatore spagnolo, di ruolo centrocampista.